# Tom Conti
Pour les articles homonymes, voir Conti.
Tom Conti est un acteur britannique né le 22 novembre 1941 à Paisley (Royaume-Uni).

## Biographie
Tom Conti est né le 22 novembre 1941 à Paisley (Royaume-Uni). Ses parents sont Alfonso Conti et Mary McGoldrick.

### Vie privée
Il est marié à Kara Wilson depuis 1967. Ils ont une fille, Nina Conti, née en 1974. Elle est actrice et scénariste.

## Filmographie

### Cinéma

#### Longs métrages
- 1975 : Flame de Richard Loncraine : Robert Seymour
- 1975 : Galileo de Joseph Losey : Andrea Sarti
- 1977 : Les Duellistes (The Duellists) de Ridley Scott : Dr Jacquin
- 1977 : Le Cercle infernal (Full Circle) de Richard Loncraine : Mark Berkeley
- 1983 : Furyo (Merry Christmas Mr. Lawrence) de Nagisa Ōshima : Colonel John Lawrence
- 1983 : Reuben, Reuben de Robert Ellis Miller : Gowan McGland
- 1984 : Une Américaine à Paris (American Dreamer) de Rick Rosenthal : Alan McMann
- 1985 : Heavenly Pursuits (en) de Charles Gormley (en) : Vic Mathews
- 1986 : Saving Grace de Robert Milton Young : Pape Léon XIV
- 1986 : Tout va trop bien (Miracles) de Jim Kouf : Roger
- 1987 : Beyond Therapy de Robert Altman : Stuart
- 1988 : Two Brothers Running (en) de Ted Robinson (en) : Moses Bornstein
- 1989 : Shirley Valentine de Lewis Gilbert : Costas
- 1989 : L'Été des roses blanches (Đavolji raj - ono ljeto bijelih ruža) de Rajko Grlić : Andrija Gavrilovic
- 1991 : Le Diable à quatre (Caccia alla vedova) de Giorgio Ferrara : Conte Angelo di Bosconero
- 1995 : L'Amérique des autres (Someone Else's America) de Goran Paskaljević : Alonso
- 1998 : Something to Believe In (en) de John Hough : Monsignor Calogero
- 1998 : Engrenage fatal (Out of Control) de Richard Trevor : Eddie
- 1999 : Amour sous influence (en) (Don't Go Breaking My Heart) de Willi Patterson : Dr Fiedler
- 2001 : Stratégiquement vôtre (The Enemy) de Tom Kinninmont : Inspecteur John Cregar
- 2005 : Dérapage (Derailed) de Mikael Håfström : Eliot Firth
- 2006 : Ô Jérusalem (O Jerusalem) d’Élie Chouraqui : Sir Cunningham
- 2006 : Paid de Laurence Lamers : Rudi
- 2006 : Rabbit Fever d'Ian Denyer : Professeur Rosenberg
- 2006 : Almost Heaven de Shel Piercy : Bert Gordon
- 2007 : Dangerous Parking (en) de Peter Howitt : Doc Baker
- 2009 : A Closed Book de Raoul Ruiz : Sir Paul
- 2010 : La Tempête (The Tempest) de Julie Taymor : Gonzalo
- 2012 : The Dark Knight Rises de Christopher Nolan : Le prisonnier
- 2012 : StreetDance 2 de Max Giwa et Dania Pasquini : Manu
- 2012 : Run for Your Wife (en) de Ray Cooney et John Luton : Un acteur
- 2012 : City Slacker de James Larkin : Ray
- 2017 : Paddington 2 de Paul King : Juge Biggleswade
- 2018 : Peripheral de Paul Hyett : Gilmore Trent
- 2023 : Oppenheimer de Christopher Nolan : Albert Einstein

#### Courts métrages
- 2011 : Rekindle de Marios Hamboulides : Dr Monty Adams
- 2018 : Mirette d'Helen O'Hanlon : Charlie Meyer
- 2022 : Censure de Richard Bazley : Richard

### Télévision

#### Séries télévisées
- 1963 : The Plane Makers (en) : L'apprenti
- 1964 : Dr. Finlay's Casebook (en) : Dugald Smith
- 1965 : The Scarlet and the Black : Le moniteur
- 1966 - 1967 : This Man Craig (en) : Mr. Forrest / Colin Andrews
- 1969 : Boy Meets Girl : Frank
- 1970 : The Borderers (en) : Patrick
- 1971 : A Family at War (en) : Lance Caporal Reynolds
- 1972 : Adam Smith : Dr Calvi
- 1973 : Z-Cars : Gordon Morley
- 1973 : Barlow at Large (en) : Myers
- 1974 : La chute des aigles (Fall of Eagles) : Glazkov
- 1975 : Angoisse (Thriller) : Bruno Varella
- 1974 : Sam (en) : David Ellis
- 1975 : Crown Court (en) : Malcolm Stone
- 1975 : Churchill's People (en) : Tom Mackenzie
- 1975 : Madame Bovary (en) : Charles Bovary
- 1976 : Play for Today : Barron
- 1976 : The Glittering Prizes (en) : Adam Morris
- 1977 : The Norman Conquests (en) : Norman
- 1977 : The Sunday Drama : Patrick
- 1978 : Premiere : Trevor
- 1992 : Old Boy Network (en) : Lucas Frye
- 1995 : The Wright Verdicts (en) : Charles Wright
- 1998 : Friends : Stephen Waltham
- 1999 : Cosby : William Shakespeare
- 2000 - 2001 : Enquêtes à la une (Deadline) :  Si Beekman
- 2001 : Un bon petit rat (en) (I Was a Rat) : Bob Jones
- 2004 - 2006 : Donovan : Joe Donovan
- 2008 : 10 Days to War (en) : Aguilar Zinser
- 2008 - 2009 : Four Seasons : Charles Combe
- 2010 : Miranda : Charles
- 2010 : Lark Rise to Candleford : William Bourne / Mr Reppington
- 2012 : Parents (en) : Len Miller
- 2019 : Doc Martin : Bernard Newton
- 2022 : Inspecteur Barnaby (Midsomer Murders) : Sebastian Cabot

#### Téléfilms
- 1980 : Salade russe et Crème anglaise (Blade on the Feather) de Richard Loncraine : Daniel Young
- 1982 : The Wall de Robert Markowitz : Dolek Berson
- 1986 : Beate Klarsfeld : A la poursuite de Klaus Barbie (en) (Nazi Hunter: The Beate Klarsfeld Story) de Michael Lindsay-Hogg : Serge Klarsfeld
- 1987 : The Quick and the Dead (en) de Robert Day : Duncan McKaskel
- 1987 : Vacances romaines (en) (Roman Holiday) de Noel Nosseck : Joe Bradley
- 1988 : Fatal Judgement de Gilbert Cates : Pat Piscitelli
- 1990 : Démons intérieurs (en) (Voices Within: The Lives of Truddi Chase) de Lamont Johnson : Dr Stanley Phillips
- 1997 : L'Héritière (The Inheritance) de Bobby Roth : Henry Hamilton
- 1997 : Sub Down de Gregg Champion (en) : Harry Rheinhartdt

## Distinctions
- National Board of Review Awards 1983 : meilleur acteur pour Furyo et Reuben, Reuben[1]

## Voix francophones
En France
- Patrick Raynal[2] dans :
  - StreetDance 2
  - The Dark Knight Rises
  - Oppenheimer

- Pierre Arditi dans :
  - Le Cercle infernal
  - Furyo

Et aussi
- Jacques Thébault dans Les Duellistes
- Dominique Paturel dans Beyond Therapy
- Maurice Sarfati dans Friends[2] (série télévisée)
- Michel Paulin dans Dérapage[2]
- Frédéric Cerdal dans Ô Jérusalem
- Gérard Boucaron dans La Tempête
- Achille Orsoni dans Paddington 2[2]
- Patrick Préjean dans Inspecteur Barnaby (série télévisée)

Au Québec